# Apiomeris partialis
Apiomeris partialis är en mångfotingart som beskrevs av Filippo Silvestri 1917. Apiomeris partialis ingår i släktet Apiomeris och familjen klotdubbelfotingar. Inga underarter finns listade i Catalogue of Life.